# Volcano (canção)
Volcano é o terceiro single lançado por  Damien Rice, lançado em 2001, mesmo ano dos dois singles anteriores. Fez parte do álbum O.

## Faixas
O single contém três faixas e uma versão demo da canção Volcano, além de um vídeo com os bastidores da gravação ao vivo.Todas as composições são de autoria de Damien Rice. A canção "Delicate "foi gravada ao vivo em um show em Dublin, por Damien e Lisa Hannigan em julho de 2001. A arte da capa do single também foi feita por Damien e Lisa.
1. Volcano (3:32)
2. Delicate (Acústico/ao vivo) (6:07)
3. Volcano (Instrumental) (8:08)

- Volcano (Demo)
- Video (Gravação ao vivo/bastidores)

## Formação
- Cello - Vyvienne Long
- Bateria -Tom Osander (Tomo)
- Baixo- Shane Fitzsimons
- Vocais - Lisa Hannigan
- Voz, guitarra Damien Rice[3]